# Arlit (Departement)
Arlit ist ein Departement in der Region Agadez in Niger.

## Geographie

Uranmine in Arlit (1985)

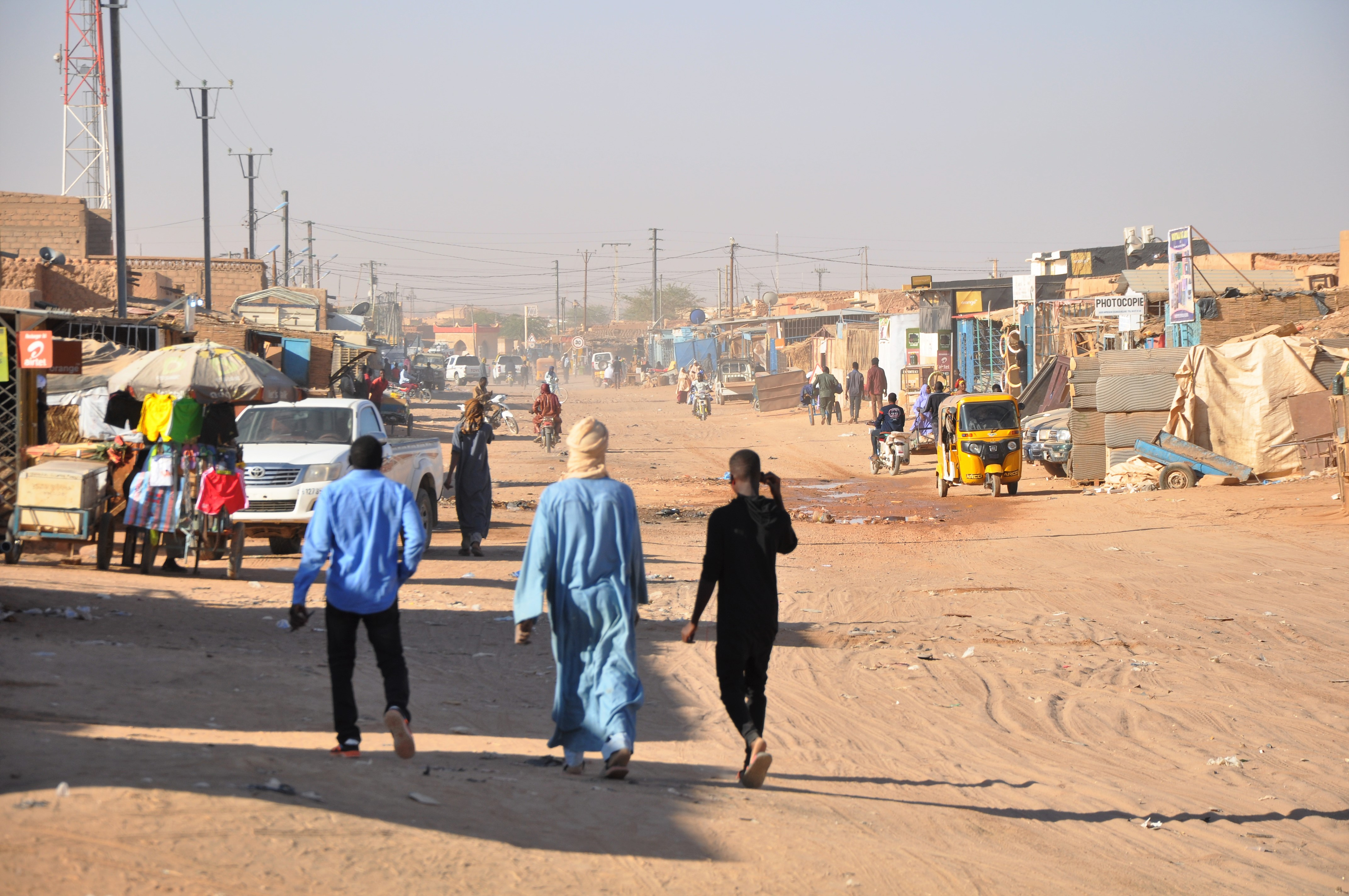
Straßenszene in Arlit (2018)

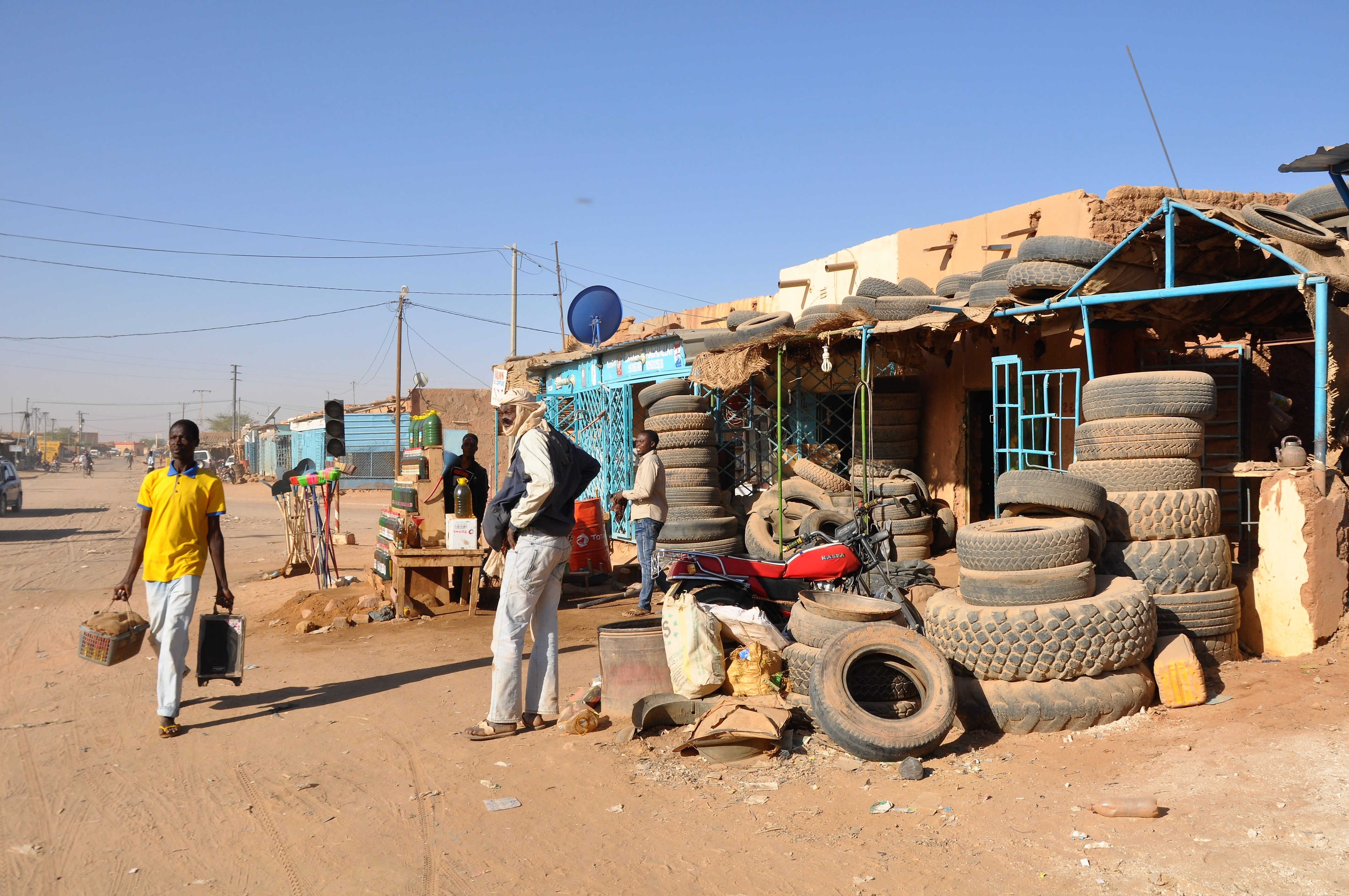
Straßenszene in Arlit (2018)

Das Departement liegt im Norden des Landes an der Grenze zu Algerien. Es besteht aus der Stadtgemeinde Arlit und den Landgemeinden Dannet und Gougaram. Der namensgebende Hauptort des Departements ist Arlit.

## Geschichte
Das Gebiet des Departements Arlit gehörte ursprünglich zum 1964 geschaffenen Arrondissement Agadez, das aus einem Bezirk (circonscription) gleichen Namens in der Aïr-Region hervorging. Das Arrondissement Arlit wurde am 10. April 1969 gegründet. Der Rest des Arrondissements Agadez wurde in Arrondissement Tchirozérine umbenannt. Im Jahr 1998 wurden die bisherigen Arrondissements Nigers in Departements umgewandelt, an deren Spitze jeweils ein vom Ministerrat ernannter Präfekt steht. Die Gliederung des Departements in Gemeinden besteht seit dem Jahr 2002. Zuvor bestand es aus dem städtischen Zentrum Arlit und einer Restzone. 2011 wurde Iférouane als eigenes Departement aus dem Departement Arlit herausgelöst. Bis zur Neugliederung der Departements in diesem Jahr hatte Arlit eine Fläche von 216.744 Quadratkilometern.

## Bevölkerung
Das Departement Arlit hat gemäß der Volkszählung 2012 105.025 Einwohner. Bei der Volkszählung 2001, vor der Herauslösung von Iférouane, waren es 98.170 Einwohner, bei der Volkszählung 1988 68.282 Einwohner und bei der Volkszählung 1977 25.436 Einwohner.

## Verwaltung
An der Spitze des Departements steht ein Präfekt (französisch: préfet), der vom Ministerrat auf Vorschlag des Innenministers ernannt wird.
| Amtszeit                      | Name                  |
| ----------------------------- | --------------------- |
| …                             |                       |
| 22. Mai 2008 – 20. Jan. 2009  | Issoufou Oumarou      |
| 20. Jan. 2009 – 15. Apr. 2010 | Daouda Ali Hama       |
| 15. Apr. 2010 – 3. Jun. 2011  | Seydou Oumarou        |
| 3. Jun. 2011 – 4. Dez. 2013   | Soumana Sirfi Wonkoye |
| 4. Dez. 2013 – 23. Mär. 2017  | Alat Mogaskia         |
| 23. Mär. 2017 – 8. Nov. 2021  | Nafana Nayeldou       |
| 8. Nov. 2021 – 24. Aug. 2023  | Nouri Malan Sani      |
| seit 24. Aug. 2023            | Almoustapha Ousmane   |